# La Grande Arche
La Grande Arche est un livre de Laurence Cossé paru le 7 janvier 2016 aux éditions Gallimard. Bien que catégorisé comme « roman », il s'agit du récit historique de la construction de la Grande Arche de La Défense sous le prisme des décisions politiques et des difficultés de réalisation architecturale.

## Résumé
L'architecte danois Johan Otto von Spreckelsen – associé à l'ingénieur Erik Reitzel pour les aspects techniques – remporte le concours international pour l'aménagement de la « Tête-Défense » (situé à l'extrémité de l'axe historique de Paris) avec son projet original d'hypercube, connu sous le nom de la Grande Arche. Cependant, l'architecte est plus un « poète » concepteur d'idées qu'un réalisateur de terrain et la dimension du chantier ainsi que les spécificités de l'administration française vont rapidement le dépasser. Pour que la construction de la Grande Arche aboutisse, Robert Lion (président de la SEM Tête-Défense) et les urbanistes Yves Dauge et Jean-Louis Subileau, désignés tous trois par le président François Mitterrand pour diriger la structure mixte chargée du projet, vont réussir à convaincre l'architecte français Paul Andreu – associé à l'ingénieur Peter Rice pour résoudre des problèmes techniques, notamment sur la partie des « nuages », ainsi qu'à l'architecte François Deslaugiers pour le « cratère », les façades et l'ascenseur – d'épauler Spreckelsen à toutes les étapes du chantier réalisé par l'entreprise Bouygues.
Johan Otto von Spreckelsen, qui tient jusque dans les moindres détails à tous les éléments de son projet initial, va se heurter de plus en plus à la réalité du chantier, aux revirements politiques autour des Grands travaux mitterrandiens ainsi qu'aux tensions avec ses collaborateurs pour, intraitable et n'y tenant plus, finir par démissionner de ses fonctions à l'été 1986 – refusant même de signer son œuvre – et, malade, mourir quelques mois plus tard sans jamais voir achevée la Grande Arche. Celle-ci, inaugurée le 14 juillet 1989 constituera le clou des célébrations du Bicentenaire de la Révolution et accueillera quelques jours plus tard, dans le faste, le sommet du G7.

## Accueil critique
La presse accueille ce livre – qui s'apparente à « une enquête minutieuse auprès des principaux protagonistes de l’affaire » comme le souligne la revue d'architecture Le Moniteur – de manière globalement très positive le qualifiant de « récit [...] captivant », de « roman vrai, écrit avec talent, nourri de personnages bien réels, présentés avec leur nom, leur pedigree et leur rôle » ou de « roman-document passionnant, ». Il recueille également d'excellents commentaires de la part de l'ensemble de la tribune « livre » du Masque et la Plume.
L'ouvrage reçoit en octobre 2016 le prix François-Mauriac de la région Aquitaine ainsi qu'une récompense spécialisée, le prix du livre d'architecture.

## Éditions
- Éditions Gallimard[9], 2016,  (ISBN 978-2-07-014204-0).
- Coll. « Folio » no 6343, éditions Gallimard, 2017, 400 p.  (ISBN 9782072720192).